# Catenicula corbulifera
Catenicula corbulifera är en mossdjursart som beskrevs av Charles Henry O'Donoghue 1924. Catenicula corbulifera ingår i släktet Catenicula och familjen Alysidiidae. Inga underarter finns listade i Catalogue of Life.